# 古月井記碑
24°04′41″N 120°32′34″E / 24.078111°N 120.542756°E

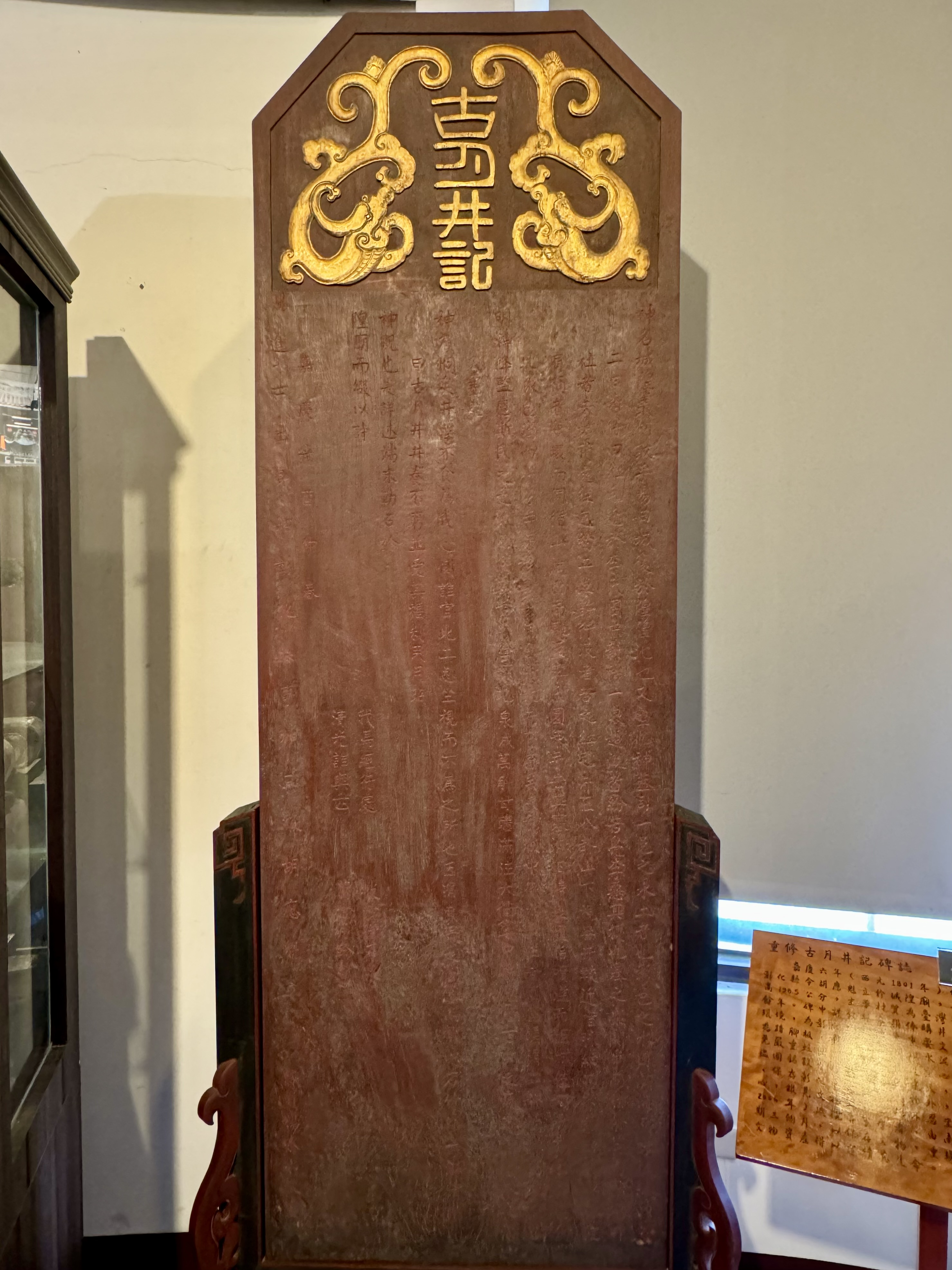
古月井記碑

古月井記碑，為紀念臺灣清治時期彰化縣知縣胡應魁購買彰化縣城古月井的木質記碑，今藏於臺灣彰化縣彰化市古月民俗館。

## 歷史

### 由來
彰化地區屬於沖積扇平原，受濁水溪流域土壤偏砂質影響，土壤過濾效果較差，導致地下水質礦物質多、硬度高，口感不佳，水垢易生。道光年間的《彰化縣志》記載，在彰化城東門外的李姓宅園因突然湧出甘泉而讓眾人搶水，於是縣令胡應魁便捐出自己薪水買下作為公用水井，名為「古月井」。
嘉慶五年（1800年），胡應魁重修彰邑城隍廟。次年（1801年），他便在城隍廟立下一塊長66.5公分、寬7公分、高198.5公分的樟木材質記碑，以記事購買古月井的過程。該碑文就紀錄當地水質不佳，但城外的番仔井和八卦山紅毛井適合飲用。

### 收藏
隨時代變遷，李姓宅園成了彰化天后宮，後於二次大戰遭空襲而拆毀，原地重建為合作金庫大樓。賴和的詩作〈古月井〉有「泉枯井亦堙」之言。
至於古月井記碑的狀況，彰化市長溫國銘回憶，還曾當成踏腳板，後以水泥將木碑固定在彰邑城隍廟廟前，但已被白蟻蛀蝕腐朽，內部幾乎成為空心。2002年5月1日，彰化文化局長陳慶芳等人接獲民眾陳情，會勘古月井碑。
2006年6月6日，合作金庫大樓改建成的古月民俗館正式開館。此民俗館名稱「古月」是由作家康丁源提出，以希望往後的官員都能秉承胡應魁的精神去為百姓服務。9月16日，以3個月修復的古月井記碑於古月民俗館揭幕。